# 出水市立西出水小学校
出水市立西出水小学校（いずみしりつ にしいずみしょうがっこう）は、鹿児島県出水市西出水町にある市立小学校。

## 沿革
- 1880年（明治13年） - 上知識小学校として開校する[1]。
- 1886年（明治19年） - 小学校令が施行されたのに伴い、上知識簡易科小学校に改称[1]。
- 1893年（明治26年） - 上知識小学校に改称[1]。
- 1932年（昭和7年） - 西出水尋常小学校に改称[1]。
- 1941年（昭和16年） - 国民学校令が施行されたのに伴い、西出水国民学校に改称。
- 1947年（昭和22年） - 学制改革が行われたのに伴い、出水町立西出水小学校に改称。
- 1954年（昭和29年） - 出水町が米之津町と対等合併、同時に市制施行し、出水市立西出水小学校に改称。

## 通学区域
- 出水市
  - 野添（出水）
  - 石坂（出水）
  - 西町
  - 桜町
  - 政所
  - 花立東
  - 花立西
  - 上屋
  - 下中
  - 上中
  - 清水
  - 江川野
  - 栗毛野
  - 丸塚
  - 平岩
  - 小木場
  - 上大野原（出水）
  - 下大野原（出水）
  - 東大野原（出水）
  - 西大野原（出水）
  - 鹿島、平和団地
  - 上松
  - 溝下
  - 山下
  - 横尾
  - 八幡（出水）
  - 表郷西
  - 茶円堀
  - 千本付
  - 鹿島住宅
  - 鶴見
  - 上屋団地
  - まなづる住宅

卒業生は基本的に出水市立出水中学校に進学する。

## 併設施設
- 西出水小学校附属紫翠幼稚園

## 周辺
3つの高校が周囲に立地している。
- 鹿児島県立出水高等学校
- 鹿児島県立出水工業高等学校
- 出水中央高等学校
- 西出水郵便局
- 西出水小学校附属紫翠幼稚園

## アクセス
- 肥薩おれんじ鉄道線 西出水駅から南へ200m
- 鹿児島県道369号西出水停車場線沿い

## 著名な卒業生
- 徳留道信 - 政治家（共産党）
- 永畑祐樹 - プロサッカー選手（清水エスパルス）
- 一山麻緒 - 陸上競技選手（ワコール）

## 行事
- 秋祭りが行われる（2009年現在）